# Modlitba
"Modlitba" ("Uma oração") foi a canção da Eslováquia no Festival Eurovisão da Canção 1998 que se realizou a 9 de maio desse ano, em Birmingham, Inglaterra, Reino Unido.
A referida canção foi interpretada em eslovaco por Katarína Hasprová. Foi a sexta canção a ser interpretada na noite do festival, a seguir à canção da Suíça "Lass ihn", interpretada por Gunvor e antes da canção da Polónia "To takie proste", interpretada pela banda Sixteeen. Terminou a competição em 21.º lugar, tendo recebido um total de 8 pontos.

## Autores
| AUTORES                        |
| ------------------------------ |
| Letrista: Anna Wepperyová      |
| Compositor: Gabriel Dušík      |
| Orquestrador: Vladimir Valović |

## Letra
A canção é uma balada, com Hasprová fazendo uma oração que o seu amante volte ter com ela. Ela pede uma oração para o amor deles "Uma oração de paixão e ternura dentro de nós". Só o seu amante a poderá a tirar da tristeza em que ela se encontra, depois da sua partida.